# Tortosa
Tortosa este un oraș în Spania în comunitatea Catalonia în provincia Tarragona. În 2007 avea o populație de 34.832 locuitori. Este capitala comarcii Baix Ebre.
1. ↑  Nomenclátor Geográfico de Municipios y Entidades de Población (20240402 edition)
2. 1 2   http://www.idescat.cat/pub/?id=aec&n=925&t=2016 Lipsește sau este vid: |title= (ajutor)